# چیگان
چیگان(در اصطلاح عامیانه چیگون)، روستایی از توابع بخش مرکزی شهرستان فریدن در استان اصفهان ایران است.
== بیشتر مردم چیگان لر بختیاری می باشند . زبان های رایج در آنجا لری بختیاری و فارسی است.  

## جمعیت
این روستا در دهستان ورزق جنوبی قرار دارد و براساس سرشماری مرکز آمار ایران در سال ۱۳۸۵، جمعیت آن ۴۲۲ نفر (۱۲۰خانوار) بوده‌است.